# گرومن کیتن
گرومن کیتن (به انگلیسی: Grumman Kitten) یک هواپیمای ساختِ کارخانهٔ گرومن در کشور ایالات متحده آمریکا است. این هواپیما برای نخستین بار در ۱۹۴۴ میلادی مورد استفاده قرار گرفت.